# Iván Raña
Iván Raña Fuentes (Ordes, 10 de junho de 1979) é um desportista espanhol que compete no triatlo e, anteriormente, no ciclismo. Tem sido campeão mundial e duplo campeão europeu em triatlo, bem como campeão mundial em acuatlon.

## Biografia
Iván Raña é considerado um dos pioneiros do triatlo na Espanha. Recebeu em 2003 a Medalha de Prata de Galiza, que outorga a Junta de Galiza. Em setembro de 2000 foi eleito «Galego do Mês» por O Correio Galego.
A temporada de 2009 alinhou pelo Xacobeo Galiza, equipa de ciclismo profissional, conquanto não repetiria na seguinte temporada. Após um período de reflexão sobre sua carreira desportiva, em dezembro de 2009 anunciava a sua volta ao triatlo. A partir de 2013 começou a participar assiduamente em triatlos de longa distância (Ironman).
Em 2017 apresentou sua biografia no livro «Instinto Raña. De incomprendido a pioneiro do triatlo».

## Trajetória

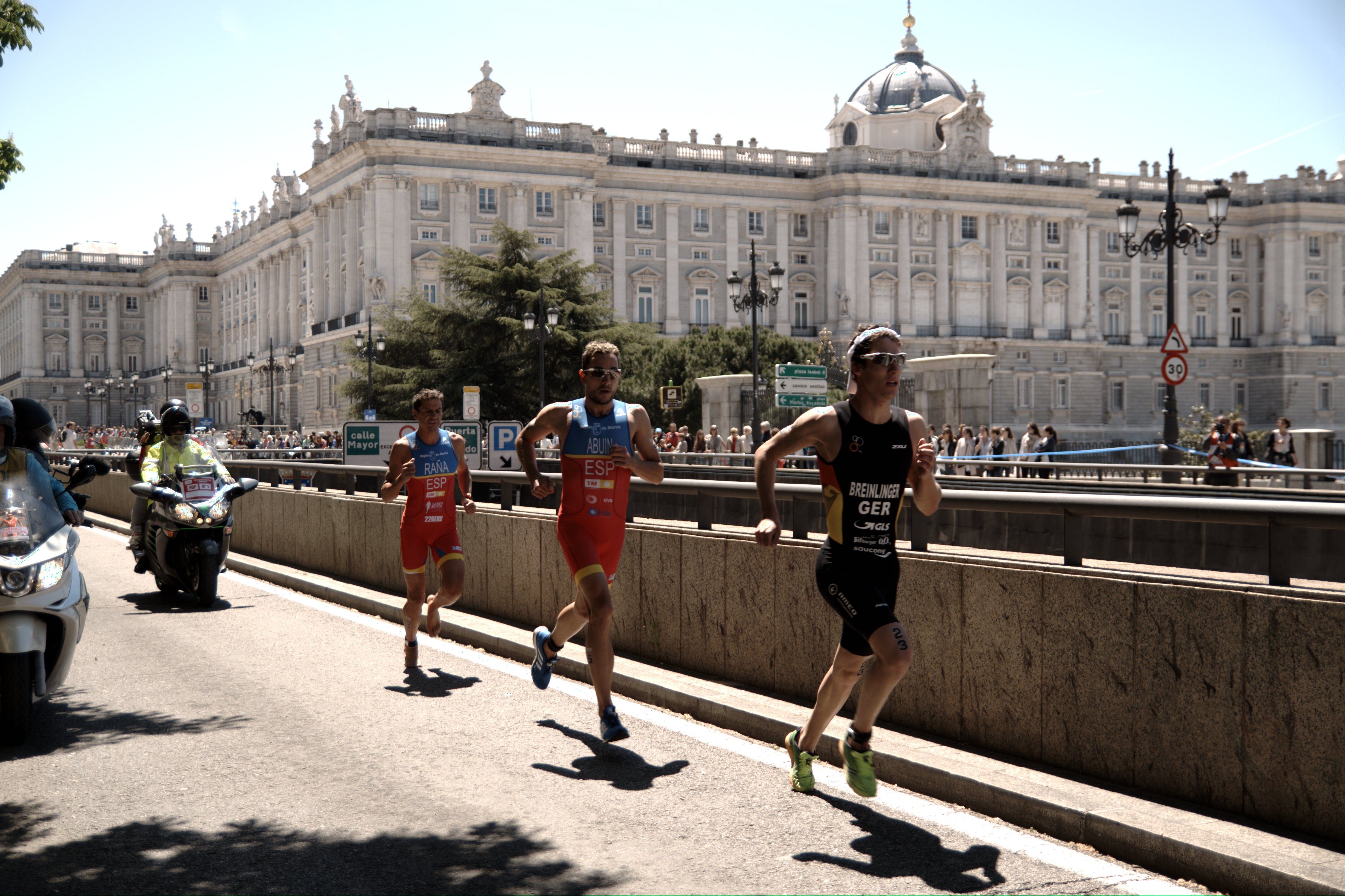
Ivan correndo

Ganhou três medalhas no Campeonato Mundial de Triatlo entre os anos 2002 e 2004, uma medalha de prata no Campeonato Mundial por Relevos de 2003 e três medalhas no Campeonato Europeu de Triatlo entre os anos 2001 e 2003.
Participou em três Jogos Olímpicos, entre 2000 e 2008, obtendo dois diplomas olímpicos de quinto lugar em Sydney 2000 e Pequim 2008.
Em acuatlo conseguiu uma medalha de ouro no Campeonato Mundial de 2001.

## Palmarés internacional
| Campeonato Mundial             | Campeonato Mundial          | Campeonato Mundial | Campeonato Mundial |
| Ano                            | Lugar                       | Medalha            | Prova              |
| ------------------------------ | --------------------------- | ------------------ | ------------------ |
| 2002                           | Cancún ( México)            | Medalha de ouro    | Individual         |
| 2003                           | Queenstown ( Nova Zelândia) | Medalha de prata   | Individual         |
| 2004                           | Funchal ( Portugal)         | Medalha de prata   | Individual         |
| Campeonato Mundial por Relevos |                             |                    |                    |
| Ano                            | Lugar                       | Medalha            | Prova              |
| 2003                           | Tiszaújváros ( Hungria)     | Medalha de prata   | Relevos            |
| Campeonato Europeu             |                             |                    |                    |
| Ano                            | Lugar                       | Medalha            | Prova              |
| 2001                           | Karlovy Vary ( Chéquia)     | Medalha de prata   | Individual         |
| 2002                           | Győr ( Hungria)             | Medalha de ouro    | Individual         |
| 2003                           | Karlovy Vary ( Chéquia)     | Medalha de ouro    | Individual         |

| Campeonato Mundial | Campeonato Mundial | Campeonato Mundial | Campeonato Mundial |
| Ano                | Lugar              | Medalha            | Prova              |
| ------------------ | ------------------ | ------------------ | ------------------ |
| 2001               | Edmonton ( Canadá) | Medalha de ouro    | Individual         |

## Outras participações

### Campeonatos do Mundo
| Lugar                      | Posição    | Data       | Título |
| -------------------------- | ---------- | ---------- | ------ |
| Cleveland (Estados Unidos) | 4 (júnior) | 1996       |        |
| Perth (Austrália)          | 4 (júnior) | 16.09.1997 |        |
| Lausanne (Suíça)           | 6 (júnior) | 30.08.1998 |        |
| Montreal (Canadá)          | 3 (júnior) | 12.09.1999 | Bronze |
| Perth (Austrália)          | 23         | 30.04.2000 |        |
| Edmonton (Canadá)          | 4          | 22.07.2001 |        |
| Cancún (México)            | 1          | 10.11.2002 | Ouro   |
| Queenstown (Nova Zelândia) | 2          | 6.12.2003  | Prata  |
| Madeira (Portugal)         | 2          | 9.5.2004   | Prata  |
| Lausanne (Suíça)           | retirado   | 03.09.2006 |        |
| Hamburgo (Alemanha)        | retirado   | 02.09.2007 |        |
| Vancouver (Canadá)         | 19         | 08.06.2008 |        |

### Jogos Olímpicos
| Lugar  | Posto | Data       | Título           |
| ------ | ----- | ---------- | ---------------- |
| Sydney | 5     | 16.09.2000 | Diploma olímpico |
| Atenas | 23    | 26.08.2004 |                  |
| Pequim | 5     | 19.08.2008 | Diploma olímpico |

### Copa do Mundo
| Lugar                            | Posto          | Data       | Marca    | Título |
| -------------------------------- | -------------- | ---------- | -------- | ------ |
| Tiszaujvaros (Hungria)           | 50             | 08.08.1999 | 1:55'25" |        |
| Cancún (México)                  | 2              | 10.10.1999 | 1:48'01" | Prata  |
| Noosa-Queensland (Austrália)     | 34             | 07.11.1999 | 1:51:40" |        |
| Rio de Janeiro (Brasil)          | 10             | 26.03.2000 | 1:47:00" |        |
| Havai (Estados Unidos)           | 4              | 01.04.2000 | 1:53:46" |        |
| Ixigaqui (Japão)                 | 4              | 09.04.2000 | 1:48:26" |        |
| Newfoundland (Canadá)            | 5              | 30.07.2000 | 1:56:37" |        |
| Gamagori (Japão)                 | 13             | 15.04.2001 | 1:49:14" |        |
| Ixigaqui (Japão)                 | 1              | 22.04.2001 | 1:46:17" | Ouro   |
| Rennes (França)                  | 4              | 13.05.2001 | 1:46:12" |        |
| São Petersburgo (Estados Unidos) | 13             | 27.04.2002 | 1:54:55" |        |
| Ixigaqui (Japão)                 | 2              | 19.05.2002 | 1:49:44" | Prata  |
| Gamagori (Japão)                 | 6              | 09.06.2002 | 1:50:35" |        |
| Funchal (Portugal)               | 1              | 13.10.2002 | 1:46'11" | Ouro   |
| San Antonio (Estados Unidos)     | abandonou      | 26.04.2003 |          |        |
| Tiszaujvaros (Hungria)           | 38             | 03.08.2003 | 1:51'36" |        |
| Nova York (Estados Unidos)       | 8              | 10.08.2003 | 1:47'32" |        |
| Madrid (Espanha)                 | 4              | 21.09.2003 | 1:50'05" |        |
| Madeira (Portugal)               | 1              | 19.10.2003 | 1:46'22" | Ouro   |
| Salford (Reino Unido)            | 8              | 25.07.2004 | 1:57'17" |        |
| Honolulu (Estados Unidos)        | abandonou      | 16.04.2005 |          |        |
| Mazatlán (México)                | 35             | 24.04.2005 | 1:55'11" |        |
| Madrid (Espanha)                 | 13             | 05.06.2005 | 1:56'18" |        |
| Aqaba (Jordânia)                 | 6              | 10.03.2006 | 1:49'09" |        |
| Mooloolaba (Austrália)           | 15             | 26.03.2006 | 1:52'45" |        |
| Mazatlán (México)                | 7              | 07.05.2006 | 1:51'50" |        |
| Madrid (Espanha)                 | 2              | 04.06.2006 | 1:53'17" | Prata  |
| Corner Brook (Canadá)            | 5              | 23.07.2006 | 1:55'40" |        |
| Cancún (México)                  | 9              | 5.11.2006  | 1:48'29" |        |
| Lisboa (Portugal)                | 26             | 5.5.2007   | 1:55'22" |        |
| Madri (Espanha)                  | 3              | 3.6.2007   | 1:56'08" | Bronze |
| Des Moines (Estados Unidos)      | 10             | 17.6.2007  | 1:51'51" |        |
| Salford (Reino Unido)            | 5              | 29.7.2007  | 1:52'33" |        |
| Pequim (China)                   | 6              | 16.9.2007  | 1:49'23" |        |
| Madri (Espanha)                  | não participou | 25.5.2008  |          |        |
| Kitzbühel (Áustria)              | 1              | 20.07.2008 | 1:45'23" | Ouro   |
| Sydney (Austrália)               | 12             | 11.04.2010 | 1:52'35" |        |

### Campeonatos da Europa
| Lugar                          | Posição  | Data      | Marca    | Título |
| ------------------------------ | -------- | --------- | -------- | ------ |
| Győr (Hungria)                 | 2        | 2001      |          | Prata  |
| Győr (Hungria)                 | 1        | 2002      |          | Ouro   |
| Karlovy Vary (República Checa) | 1        | 2003      |          | Ouro   |
| Copenhaga (Dinamarca)          | retirado | 1.7.2007  |          |        |
| Lisboa (Portugal)              | 18       | 10.5.2008 | 1:56'00" |        |

### Longa Distância
| Lugar                         | Posto | Data       | Marca    | Distancia            |
| ----------------------------- | ----- | ---------- | -------- | -------------------- |
| Klagenfurt (Áustria)          | 1.º   | 29.06.2014 | 7:48'43" | Ironman (3,8/180/42) |
| Kona (Havai) (Estados Unidos) | 6.º   | 12.10.2013 | 8:12'29" | Ironman (3,8/180/42) |
| Kona (Havai) (Estados Unidos) | 12.º  | 10.10.2015 | 8:34'27" | Ironman (3,8/180/42) |
| Kona (Havai) (Estados Unidos) | 9.º   | 10.08.2016 | 8:21'51" | Ironman (3,8/180/42) |
| Kona (Havai) (Estados Unidos) | 11.º  | 14.10.2017 | 8:24'53" | Ironman (3,8/180/42) |

## Outros desportos
Ciclismo
Em 2009 passa ao ciclismo profissional debutando com na equipa Xacobeo Galiza. Durante o decorrer da primeira etapa da sua primeira corrida, a Challenge de Mallorca, viu-se implicado numa queda, resultando numa luxação da clavícula.
Rally
Ocasionalmente Raña tem participado em algumas provas de rally tendo o seu irmão José Manuel Raña de copiloto, quase sempre a bordo de um Mitsubishi Lancer Evolution. Alguma das provas nas que tem participado são o Rally Botafumeiro, prova pontuável para o Campeonato Galego de Rallyes, nos anos 2007, 2009 e 2010. Também tem participado em provas do campeonato da Espanha como o Rally de Ourense e o Rally Serra Morena em 2017.

### Resultados Campeonato da Espanha
| Ano  | Equipa         | Automóvel       | 1                              | 2                            | 3                            | 4                            | 5                       | 6                                  | 7                             | 8                          | 9                                   | 10                                | Pos. | Pontos |
| ---- | -------------- | --------------- | ------------------------------ | ---------------------------- | ---------------------------- | ---------------------------- | ----------------------- | ---------------------------------- | ----------------------------- | -------------------------- | ----------------------------------- | --------------------------------- | ---- | ------ |
| 2017 | RMC Motorsport | Ford Fiesta R2T | Rally Sierra Morena de 2017 44 | Rally Ilhas Canarias de 2017 | Rally Villa de Adeje de 2017 | Rally de Ourense de 2017 Ret | Rally de Ferrol de 2017 | Rally Princesa de Astúrias de 2017 | Rally Villa de Llanes de 2017 | Rally de Cantábria de 2017 | Rally da Nucía-Mediterrâneo de 2017 | Rally Comunidade de Madri de 2017 | -    | 0      |